# Seimei/Still Alive
„Seimei/Still Alive” (jap. 声明/Still Alive) – pięćdziesiąty trzeci singel japońskiego zespołu B’z, wydany 14 czerwca 2017 roku. Ukazał się w trzech edycjach: regularnej, limitowanej i „B’z×UCC”. Limitowana edycja singla zawierała dodatkowo DVD z teledyskiem do utworu „Still Alive”. Osiągnął 1 pozycję w rankingu Oricon i pozostał na liście przez 25 tygodni, sprzedał się w nakładzie 158 519 egzemplarzy. Singel zdobył status złotej płyty.

## Lista utworów
| CD | CD                                                            | CD          | CD            | CD                                                 | CD      |
| Nr | Tytuł utworu                                                  | Tekst       | Kompozycja    | Aranżacja                                          | Długość |
| -- | ------------------------------------------------------------- | ----------- | ------------- | -------------------------------------------------- | ------- |
| 1. | „Seimei” (jap. 声明)                                          | Kōshi Inaba | Tak Matsumoto | Tak Matsumoto, Kōshi Inaba, Yukihide "YT" Takiyama | 3:37    |
| 2. | „Still Alive”                                                 | Kōshi Inaba | Tak Matsumoto | Tak Matsumoto, Kōshi Inaba, Hideyuki Terachi       | 4:42    |
| 3. | „Sekai wa anata no iro ni naru” (jap. 世界はあなたの色になる) | Kōshi Inaba | Tak Matsumoto | Tak Matsumoto, Kōshi Inaba, Hideyuki Terachi       | 5:01    |
| 4. | „Fukiarenasai” (jap. フキアレナサイ)                          | Kōshi Inaba | Tak Matsumoto | Tak Matsumoto, Kōshi Inaba, Hideyuki Terachi       | 4:01    |

| DVD | DVD                         | DVD     |
| Nr  | Tytuł utworu                | Długość |
| --- | --------------------------- | ------- |
| 1.  | „Still Alive” (Music video) |         |

## Notowania
| Lista                             | Pozycja            |
| --------------------------------- | ------------------ |
| Oricon Weekly Singles Chart       | 1                  |
| Oricon Monthly Singles Chart      | 4                  |
| Oricon Yearly Singles Chart       | 38                 |
| Billboard Japan Hot 100           | 1 („Seimei”)       |
| Billboard Japan Hot 100           | 93 („Still Alive”) |
| Billboard JAPAN Hot Singles Sales | 1                  |

## Muzycy
- Tak Matsumoto: gitara, kompozycja i aranżacja utworów
- Kōshi Inaba: wokal, teksty utworów, aranżacja
- Yukihide "YT" Takiyama: aranżacja (#1)
- Yukihide "YT" Takiyama: aranżacja (#1)
- Hideyuki Terachi: aranżacja, reżyser wokalu (#2–4)
- Tommy Clufetos: perkusja (#1)
- Shane Gaalaas: perkusja (#2)
- Jason Sutter: perkusja (#3–4)
- Chris Chaney: gitara basowa (#1)
- Travis Carlton: gitara basowa (#2)
- Sean Hurley: gitara basowa (#3)
- Juan Alderete: gitara basowa (#4)
- Jeff Babko: keyboard (#1, #3)
- Renee Castro: perkusja (#1)
- Hiroko Ishikawa with Lime Ladies Orchestra: instrumenty smyczkowe (#3)